# Teatre de l'Estat de Saarland
El Teatre de l'Estat de Saarland (en alemany Saarländisches Staatstheater) inclou el Teatre Nacional de Saarbrücken i l'Alte Feuerwache de Saarbrücken. És un teatre per a peces clàssiques, populars, per a musicals, òperes, ballet, dansa contemporània, així com per a concerts.
El teatre va ser construït entre 1937 i 1938 sobre el disseny de l'arquitecte Paul Otto August Baumgarten durant el Tercer Reich, regal de Hitler a Saarland per haver decidit en referèndum el 1935 integrar-se al Reich.